# Мацерація (кулінарія)

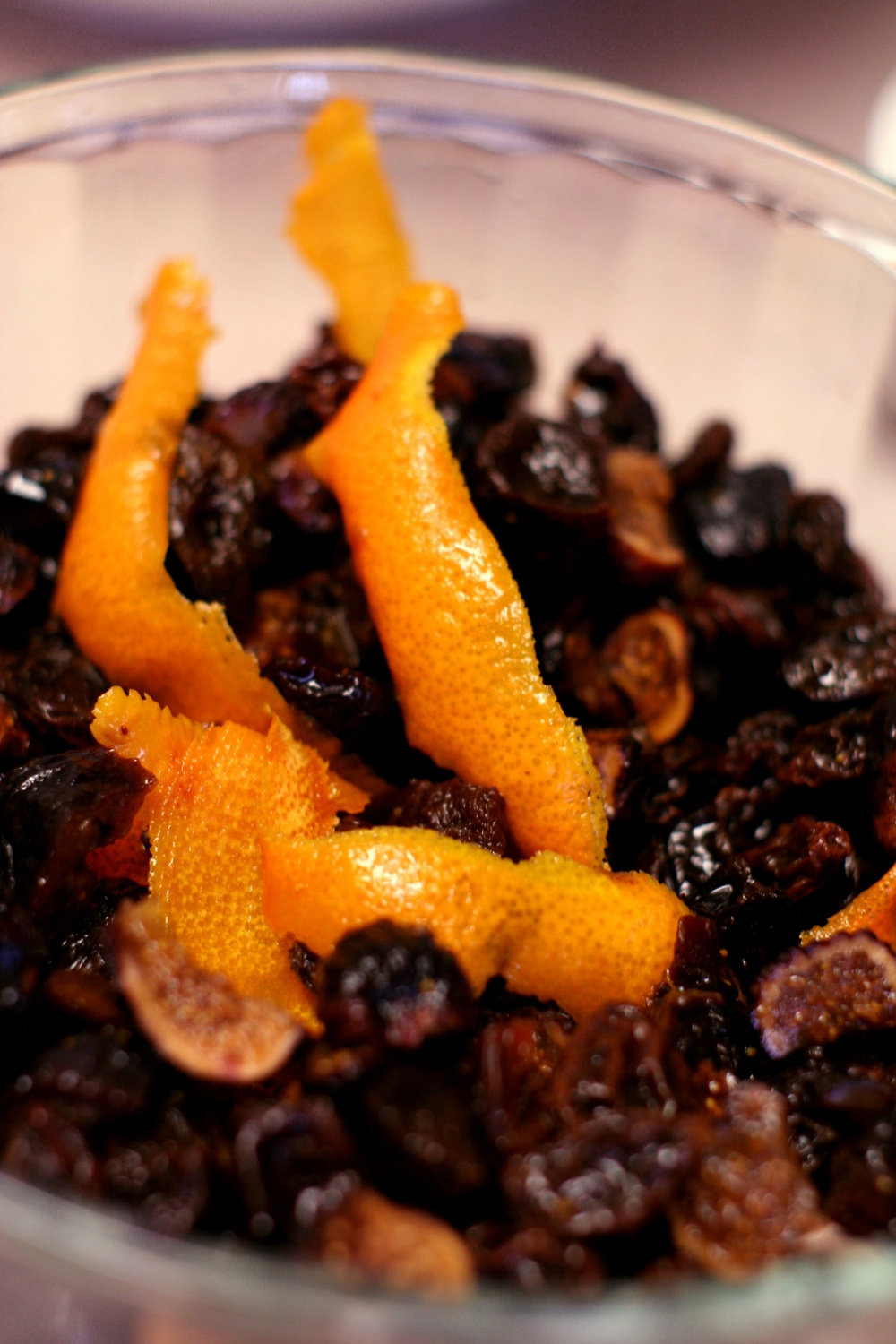
Мацерація сухофруктів у ромі та яблучному соку

Мацерація — процес розм'якшення чи розкладання продукту на шматки під дією рідини.
Сирі, сушені чи консервовані фрукти або овочі вимочують у рідині задля їх розм'якшення та/або вбирання в себе смаку цієї рідини. У випадку зі свіжими фруктами, особливо м'якими, на кшталт полуниці чи малини, їх часто посипають цукром (а деколи і невеликою кількістю солі), тоді залишають на деякий час, щоб вони пустили сік. Цей процес сприяє покращенню смаку їжі та її легшому пережовуванню й перетравленню.
Мацерацію часто сплутують з маринуванням — процесом вимочування продуктів харчування перед приготуванням у приправленій, часто кислій, рідині.
Деякі трав'яні приготування вимагають саме мацерації, оскільки це єдиний шлях отримання делікатних чи високолетких трав'яних есенцій у «холодному» вигляді задля якнайточнішого зберігання їхнього смаку.
Інколи в ролі рідини для мацерації використовують рослинну олію, особливо оливкову. Метод мацерації є основним засобом вироблення ароматизованих спиртних напоїв на кшталт шнапсів, настоїв та лікерів.
Для мацерації субпродуктів із заводів з переробки харчових продуктів часом використовують спеціальну помпу, щоб створити «перемелену» субстанцію харчових відходів та інші органічні продукти переробки. Вихідну мацеровану субстанцію, яку можна описати як розчин, багатий на білок, часто використовують у тваринному харчуванні, та як супутню сировину на біостанціях.